# Brionna Jones
Brionna Jones (Baltimora, 18 dicembre 1995) è una cestista statunitense, professionista nella WNBA.

## Carriera
È stata selezionata dalle Connecticut Sun al primo giro del Draft WNBA 2017 (8ª scelta assoluta).
Con gli Stati Uniti ha disputato i Campionati mondiali del 2022.

## Statistiche

### College
| Anno      | Squadra            | PG  | PT  | MP   | TC%  | 3P% | TL%  | RP   | AP  | PRP | SP  | PP   |
| --------- | ------------------ | --- | --- | ---- | ---- | --- | ---- | ---- | --- | --- | --- | ---- |
| 2013-2014 | Maryland Terrapins | 35  | 13  | 16,2 | 60,7 | -   | 55,4 | 4,5  | 0,3 | 0,7 | 0,5 | 6,9  |
| 2014-2015 | Maryland Terrapins | 37  | 37  | 24,4 | 60,1 | 0,0 | 63,4 | 8,9  | 0,7 | 1,0 | 1,3 | 12,4 |
| 2015-2016 | Maryland Terrapins | 35  | 34  | 25,9 | 66,5 | -   | 63,5 | 9,8  | 1,1 | 1,1 | 1,1 | 15,2 |
| 2016-2017 | Maryland Terrapins | 35  | 35  | 26,8 | 69,0 | 0,0 | 76,7 | 10,9 | 1,5 | 1,9 | 1,6 | 19,9 |
| Carriera  | Carriera           | 142 | 119 | 23,3 | 65,0 | 0,0 | 67,2 | 8,5  | 0,9 | 1,2 | 1,2 | 13,6 |

### WNBA

#### Regular Season
| Anno     | Squadra         | PG  | PT  | MP   | TC%  | 3P%  | TL%  | RP  | AP  | PRP | SP  | PP   |
| -------- | --------------- | --- | --- | ---- | ---- | ---- | ---- | --- | --- | --- | --- | ---- |
| 2017     | Connecticut Sun | 23  | 0   | 6,4  | 57,5 | -    | 83,3 | 1,7 | 0,1 | 0,4 | 0,1 | 2,9  |
| 2018     | Connecticut Sun | 27  | 0   | 9,0  | 46,9 | -    | 72,7 | 2,0 | 0,2 | 0,2 | 0,2 | 3,1  |
| 2019     | Connecticut Sun | 27  | 0   | 8,4  | 46,7 | 0,0  | 66,7 | 2,2 | 0,3 | 0,3 | 0,3 | 3,5  |
| 2020     | Connecticut Sun | 21  | 21  | 26,1 | 60,5 | 100  | 69,1 | 5,6 | 1,0 | 1,7 | 0,7 | 11,2 |
| 2021     | Connecticut Sun | 32  | 32  | 30,6 | 57,1 | 0,0  | 79,6 | 7,3 | 1,8 | 1,4 | 0,5 | 14,7 |
| 2022     | Connecticut Sun | 36  | 7   | 25,1 | 56,9 | 0,0  | 84,4 | 5,1 | 1,2 | 1,2 | 0,4 | 13,8 |
| 2023     | Connecticut Sun | 13  | 13  | 31,7 | 57,1 | 50,0 | 77,6 | 8,2 | 2,4 | 1,8 | 0,5 | 15,9 |
| 2024     | Connecticut Sun | 40  | 40  | 27,2 | 53,8 | 14,3 | 73,8 | 5,5 | 1,5 | 1,2 | 0,6 | 13,7 |
| Carriera | Carriera        | 219 | 113 | 20,8 | 55,6 | 17,2 | 77,2 | 4,6 | 1,1 | 1,0 | 0,4 | 10,1 |

#### Playoffs
| Anno     | Squadra         | PG | PT | MP   | TC%  | 3P% | TL%  | RP  | AP  | PRP | SP  | PP   |
| -------- | --------------- | -- | -- | ---- | ---- | --- | ---- | --- | --- | --- | --- | ---- |
| 2019     | Connecticut Sun | 8  | 0  | 4,4  | 62,5 | -   | 100  | 0,9 | 0,3 | 0,4 | 0,0 | 1,5  |
| 2020     | Connecticut Sun | 7  | 7  | 28,3 | 45,3 | -   | 88,9 | 7,3 | 1,4 | 1,6 | 0,3 | 9,4  |
| 2021     | Connecticut Sun | 4  | 4  | 25,8 | 59,4 | -   | 64,3 | 4,3 | 0,5 | 1,5 | 0,8 | 11,8 |
| 2022     | Connecticut Sun | 12 | 0  | 21,3 | 52,2 | 0,0 | 71,1 | 4,0 | 1,3 | 0,9 | 0,3 | 10,3 |
| 2024     | Connecticut Sun | 7  | 7  | 19,9 | 48,2 | 0,0 | 76,9 | 3,6 | 1,4 | 0,6 | 0,6 | 9,1  |
| Carriera | Carriera        | 38 | 18 | 19,2 | 50,8 | 0,0 | 73,7 | 3,9 | 1,1 | 0,9 | 0,3 | 8,2  |

## Palmarès
- WNBA Sixth Woman of the Year (2022)
- WNBA Most Improved Player (2021)
- WNBA All-Defensive Second Team (2021)